# Darkdancer
Az 1999-es Darkdancer Les Rythmes Digitales második nagylemeze. Csekély kritikai elismerést szerzett, de többet, mint elődje. Miután Stuart Price, a Les Rhytmes Digitales egyetlen tagja együttműködéseivel sikereket ért el, a Darkdancert 2005. szeptember 5-én újra kiadták az Egyesült Királyságban mint dupla CD/DVD-t. Ez a kiadás néhány korábban kiadatlan dalt tartalmazott, remixeket és a (Hey You) What's That Sound?, valamint a Sometimes dalok klipjeit.
Az album szerepel az 1001 lemez, amit hallanod kell, mielőtt meghalsz című könyvben.

## Az album dalai
|     | Cím                                                        | Szerző(k)                        | Hossz |
| --- | ---------------------------------------------------------- | -------------------------------- | ----- |
| 1.  | Dreamin'                                                   | Jacques Lu Cont                  | 3:33  |
| 2.  | Music Makes You Lose Control                               | Lu Cont                          | 3:46  |
| 3.  | Soft Machine                                               | Warner Chappell, Lu Cont, Ribero | 3:36  |
| 4.  | Hypnotise                                                  | Lu Cont                          | 4:52  |
| 5.  | (Hey You) What's That Sound?                               | Chappell, Stills                 | 4:12  |
| 6.  | Take A Little Time (közreműködik Shannon)                  | Chappell, Lu Cont, Shannon       | 3:29  |
| 7.  | From: Disco To: Disco                                      | Clark, Cohnke, Nieswande         | 3:51  |
| 8.  | Brothers                                                   | Lu Cont                          | 4:08  |
| 9.  | MDC Vendredi (csak az Astralwerks 1999. októberi kiadásán) | Lu Cont                          | 6:38  |
| 10. | Jacques Your Body (Make Me Sweat)                          | Lu Cont                          | 3:30  |
| 11. | About Funk                                                 | Lu Cont                          | 5:42  |
| 12. | Sometimes (közreműködik Nik Kershaw)                       | Chappell, Kershaw, Lu Cont       | 4:57  |
| 13. | Damaged People                                             | Chappell, Lu Cont, Ribero        | 6:39  |

## Kislemezek
- Jacques Your Body (Make Me Sweat) (1997. július 21.)
- Music Makes You Lose Control (1998. április 13.)
- (Hey You) What's That Sound? (1999. május 24.)
- Sometimes (1999. július 26.)
- Jacques Your Body (Make Me Sweat) (2. kiadás) (1999. október 18.)
- Jacques Your Body (Make Me Sweat) (3. kiadás) (2005. augusztus 29.)

## Közreműködők
- Philip Casile – illusztrációk
- Warner Chappell – kiadás
- Matt Fathaway – hangmérnök
- Mark Jones – A&R
- Jacques Lu Cont – hangmérnök, producer
- Rene Tinner – hangmérnök

## Fordítás
Ez a szócikk részben vagy egészben a Darkdancer című angol Wikipédia-szócikk ezen változatának fordításán alapul.  Az eredeti cikk szerkesztőit annak laptörténete sorolja fel. Ez a jelzés csupán a megfogalmazás eredetét és a szerzői jogokat jelzi, nem szolgál a cikkben szereplő információk forrásmegjelöléseként.